# Gary Piquer
Gary Piquer és un actor espanyol nascut a Glasgow, de mare escocesa i pare català. Va rebre l'Astor de Plata al millor actor pel seu paper de príncep Orsini en la pel·lícula Mal día para pescar.

## Biografia
Gràcies al seu bilingüisme ha treballat als Estats Units, Gran Bretanya i Espanya. Va estudiar art dramàtic a la Douglas Webbers House de Londres.
En televisió, va aconseguir popularitat entre el públic amb el seu treball en la sèrie ¡Ala... Dina! de TVE, a més de la seva participació en altres sèries com El Príncipe de Viana i Fuego. Anteriorment va participar en el programa didàctic de llengua anglesa dependent del Ministeri d'Educació emès en la 2 des de 1993 fins a 1999 anomenat That's English que permetia, l'únic fins al moment, obtenir el certificat de l'Escola Oficial d'Idiomes a distància.
Quant a la seva carrera teatral, Gary Piquer ha treballat en importants espectacles teatrals, entre els quals destaquen Romeo i Julieta, i Qui te por de Virginia Woolf?, les dues sota les ordres d'Esteve Polls; i Juli Cèsar, de Shakespeare, en un muntatge del director Lluís Pasqual.
En 2012 va interpretar a Sherlock Holmes en la pel·lícula de José Luis Garci, Holmes & Watson. Madrid Days.

## Filmografia

### Cinema
- Segunda oportunidad (2018)
- La llibreria (2017)
- Holmes & Watson. Madrid Days (2012)
- El Capitán Trueno y el Santo Grial (2011)
- If I Were You (post-production) (2011)
- El gènere femení (2011)
- Tumbas abiertas (Open Graves) (2011)
- Mal día para pescar (2009)
- Cenizas del cielo (2008)[4]
- La caixa Kovak (2007)
- Oculto (2005)
- Somne (2005)
- León y olvido (2005)
- Romasanta (2004)
- Las razones de mis amigos (2000)
- The Raven (El cuervo) (1999)
- Aunque tú no lo sepas (1999)
- Nena (1999)
- A los que aman (1998)
- Un banco en el parque (1998)
- El último viaje de Robert Rylands (1996)
- El niño invisible (1995)

### Televisió
- That's English (1993-1999)
- ¡Ala... Dina! (2000-2002) com Tomás García León
- El Rey (2014) com Torcuato Fernández Miranda
- Las aventuras del Capitán Alatriste (2015), com el Comte Duc d'Olivares.[5]
- Refugiados (2015), com Hugo
- El ministerio del tiempo (2016), com Harry Houdini
- Las chicas del cable (2020) com el Dr Saavedra

### Teatre
- Arte Nuevo (Un homenaje), de José Luis Garci (2016)